# فرانك فلمنج
فرانك فلمنج (بالإنجليزية: Frank Fleming)‏ هو لاعب كرة قدم بريطاني في مركز حراسة المرمى، ولد في 21 ديسمبر 1945 في ساوث شيلدز ‏ في المملكة المتحدة. لعب مع دارلينجتون إف سى.